# Dream Fighter
Dream Fighter es un sencillo del grupo japonés Perfume. Salió el 19 de noviembre de 2008 como su octavo major single, en presentación CD-only version y CD-DVD version. El sencillo se posiciona en el número 2 como más descargado en la tabla Oricon, logrando mantenerse en la tabla por 10 semanas completas, vendiendo 104,599 copias.

## Canciones

### CD
1. "Dream Fighter"
2. "Negai (願い?  esp. Deseo)"
3. "Dream Fighter -Original Instrumental-"
4. "Negai -Original Instrumental-"

- Datos: Q2437602